# Энергетическая медицина
Энергети́ческая медици́на (англ. energy medicine), энергети́ческая терапи́я (англ. energy therapy), энергети́ческое цели́тельство (англ. energy healing) — вид альтернативной медицины и псевдонауки, предполагающий воздействие на человека при помощи известных или неизвестных современной науке (в том числе эзотерических) видов энергии с целью диагностики, лечения и профилактики различных заболеваний.
Многие школы энергетической медицины существуют под разными именами. Духовное исцеление происходит в основном в контекстах (например, экуменизм), в которых практикующие не видят традиционную религиозную веру в качестве предварительного условия для лечения. Исцеление верой, напротив, происходит в традиционном религиозном контексте.
Хотя ранние обзоры научной литературы по энергетическому исцелению были двусмысленными и рекомендовали дальнейшие исследования, более поздние обзоры пришли к выводу, что нет никаких доказательств, подтверждающих клиническую эффективность. Теоретические основы исцеления были раскритикованы как неправдоподобные, исследования и обзоры, поддерживающие энергетическую медицину, были опровергнуты за то, что они содержали методологические недостатки и смещение отбора, и положительные терапевтические результаты были определены в результате известных психологических механизмов.

## Научные исследования
В настоящее время не существует достоверных доказательств эффективности энергетической медицины, учёные объясняют случаи исцеления действием плацебо-эффекта.

### Дистанционное лечение
Систематический обзор 23 испытаний по дистанционному исцелению, опубликованный в 2000 году, не сделал однозначных выводов из-за методологических ограничений среди исследований. В 2001 году ведущий автор этого исследования, Эдзард Эрнст, опубликовал учебник по дополнительным методам лечения рака, в котором он объяснил, что, хотя «примерно половина из этих испытаний предполагала, что лечение эффективно», доказательства «весьма противоречивы» и что «методологические недостатки помешали сделать твёрдые выводы». Он пришёл к выводу, что «пока оно не используется в качестве альтернативы эффективной терапии, духовное исцеление должно быть практически лишено рисков». В 2001 году рандомизированное клиническое исследование, проведённое той же группой, не выявило статистически значимых различий в хронической боли между ицелением на расстоянии и «симуляторами». Обзор Эрнста 2003 года, обновляющий предыдущую работу, пришёл к выводу, что вес доказательств сместился против использования дистанционного лечения и что это может быть связано с неблагоприятными последствиями.

### Контактное лечение
Рандомизированное клиническое исследование 2001 года случайным образом назначило 120 пациентов с хронической болью как целителям, так и «имитаторам целительства», но не смогло продемонстрировать эффективность ни в лечении на расстоянии, ни в контактном лечении. Систематический обзор, проведённый в 2008 году, показал, что доказательства специфического влияния духовного исцеления на облегчение невропатической или невралгической боли не были убедительными. В своей книге «Trick or Treatment?» 2008 года Саймон Сингх и Эдзард Эрнст пришли к выводу, что «духовное исцеление биологически неправдоподобно и его эффект зависит от реакции плацебо. В лучшем случае это может обеспечить комфорт; в худшем случае это может привести к тому, что шарлатаны будут брать деньги у пациентов с серьёзными последствиями», что создаст условия, которые требуют неотложной нормальной медицины.

### Доказательная база
Обзоры нерандомизированных и рандомизированных клинических исследований, проведённых между 2000 и 2002 годами, привели к выводу, что «большинство строгих испытаний не поддерживают гипотезу о том, что дистанционное исцеление имеет специфические терапевтические эффекты». Эрнст охарактеризовал доказательную базу для лечебной практики как «всё более отрицательную». В 2014 году исследование энергетического исцеления пациентов с колоректальным раком не показало улучшения качества жизни, симптомов депрессии, настроения или качества сна.

## Объяснение положительного результата
Существует несколько, в первую очередь психологических, объяснений положительных результатов после энергетической терапии, включая эффекты плацебо, спонтанную ремиссию и когнитивный диссонанс. Обзор 2009 года показал, что «небольшие успехи», о которых сообщается в отношении двух методов лечения, совместно именуемых «энергетическая психология» (техника эмоциональной свободы и техника акупрессуры Тапас), потенциально связаны с хорошо известными когнитивными и поведенческими техниками, которые включены в манипуляцию энергией. В отчёте делается вывод, что «исследователи должны с осторожностью использовать такие методы и прилагать усилия к тому, чтобы информировать общественность о вредных последствиях терапии, рекламирующей чудодейственные результаты».
Есть в первую очередь два объяснения историй исцеления или улучшения, без необходимости обращаться к сверхъестественному. Первое объяснение — post hoc ergo propter hoc, означающее, что подлинное улучшение или спонтанная ремиссия могли происходить случайно и независимо от того, что целитель или пациент сделали. Состояние этих пациентов могло бы улучшиться так же хорошо, даже если бы они ничего не сделали. Вторым является эффект плацебо, благодаря которому которого человек может испытывать подлинное облегчение боли и другие симптоматические облегчения. В этом случае целитель действительно помог пациенту — но не с помощью какой-либо таинственных или непостижимых сил.

## История
Название «энергетическая медицина» было введено в 1980-е годы после основания некоммерческого Международного общества исследования тонких энергий и медицины энергии. Теории и взгляды этого общества были изложены в двух книгах с общим названием «Энергетическая медицина». Одна из книг предназначена для практиков, другая рассматривает существующие свидетельства и исследования.

## Альтернативная энергетическая медицина
Применение предполагаемой энергии (научно недоказанного вида), например оргонной энергии, основано на гипотезе, что болезнь, по псевдонаучной терминологии, вызвана нарушениями не в физической структуре тела, а в «энергетической», например в ауре или системе тонких тел, и нарушения или «энергетический баланс» могут быть восстановлены.
Природа этих постулируемых псевдонаукой энергий, как утверждается, является «тонкой» и не может быть непосредственно измерена физическими приборами. То есть эти энергии находятся вне известного материального диапазона частот. Имеются ненаучные исследования, якобы подтверждающие возможность влияния на тонкие энергии способами, не обнаруживаемыми техническими средствами, но показывающими их терапевтическое действие. Из-за отсутствия возможности физического измерения подобных энергий такие методы лечения более чем спорны. Некоторые люди, предоставляющие такие услуги, утверждают, что они «могут работать с этой тонкой энергией, могут её видеть собственными глазами и применять для лечения».

## Варианты энергетической медицины
Энергетическая медицина — широкий термин, который объединяет множество методов, таких как акупунктура, акупрессура (массаж биологически активных точек), лазерная, световая, магнитная терапия, терапия оргонной энергией В. Райха, с помощью энергии пирамид, вибрационная медицина, многомерная медицина, наложение рук, ци-терапия, терапия полярности, Рэйки, диагностика кармы, космоэнергетика, духовное целительство, молитва, медитация, тантра, янтры.
К предполагаемой энергетической медицине можно отнести и такие методы, как применение животных в качестве доноров «энергии», возможность лечения животных, растений и восстановление работы электроприборов (Б. Грёнинг) с помощью «энергии» подобного вида. Обычно такие мнения основываются на свидетельствах медиумов, изображающих чакры животных.